# Podkrkonošská pahorkatina
Podkrkonošská pahorkatina – jednostka geograficzna wchodząca w skład Podgórza Karkonoskiego (czes. Krkonošské podhůří). Najwyższym wzniesieniem jest Baba w Mladobucké vrchovině o wysokości 673 m n.p.m. Najniżej położone miejsce leży na 305 m n.p.m.
Podkrkonošská pahorkatina graniczy z następującymi jednostkami: Zvičinsko-kocléřovský hřbet, Kozákovský hřbet, Železnobrodská vrchovina, Vrchlabská vrchovina, Krkonošské rozsochy, Žacléřská vrchovina, Náchodská vrchovina, Bělohradská pahorkatina, Turnovská pahorkatina. Sama dzieli się na mniejsze części: Lomnická vrchovina, Staropacká vrchovina, Novopacká pahorkatina, Hostinská pahorkatina, Trutnovská pahorkatina, Mladobucká vrchovina.
Podkrkonošská pahorkatina zbudowana jest ze skał osadowych – piaskowców i mułowców oraz skał wulkanicznych – melafirów powstałych w górnym karbonie i dolnym permie.
Jest to kraina pagórkowata, w większości zajęta przez pola i łąki. Na wzniesieniach oraz na zboczach dolin występują lasy.
Leży w dorzeczu Łaby. Poza Łabą odwadniają ją Úpa, Cidlina i Izera.

## Podział
- Lomnická vrchovina
- Staropacká vrchovina
- Novopacká vrchovina
- Hostinská pahorkatina
- Trutnovská pahorkatina
- Mladobucká vrchovina
- Vlčická kotlina
- Rtyňská brázda